# Syzygium nummularium
Syzygium nummularium är en myrtenväxtart som beskrevs av Airy Shaw. Syzygium nummularium ingår i släktet Syzygium och familjen myrtenväxter. Inga underarter finns listade i Catalogue of Life.